# Államok vezetőinek listája 2002-ben
Ezen az oldalon a 2002-ben fennálló államok vezetőinek névsora olvasható földrészek, majd országok szerinti bontásban.

## Európa
| Ország                                       | Államfő | Kormányfő |
| -------------------------------------------- | --- | --- |
| Albánia · köztársaság                        | Rexhep Meidani (1997–2002) Alfred Moisiu (2002–2007), lista | Ilir Meta (1999–2002) Pandeli Majko (2002) Fatos Nano (2002–2005), lista |
| Andorra · parlamentáris társhercegség        | Jacques Chirac (1995–2007), lista Joan Martí Alanis (1971–2003), lista Társhercegek listája | Marc Forné (1994–2005), lista |
| Ausztria · szövetségi köztársaság            | Thomas Klestil (1992–2004), lista | Wolfgang Schüssel (2000–2007), szövetségi kancellár lista |
| Azerbajdzsán · köztársaság                   | Heydər Əliyev (1990–2003), lista · * Hegyi-Karabah Köztársaság · Arkagyij Gukaszján (1997–2007), lista | Artur Rasizade (1996–2003), lista · * Hegyi-Karabah Köztársaság · Anusavan Danielján (1999–2007), lista |
| Belgium · parlamentáris monarchia            | II. Albert király (1993–2013) | Guy Verhofstadt (1999–2008), lista |
| Bosznia-Hercegovina · szövetségi köztársaság | A háromtagú Elnökség elnöke * Bosznia-hercegovinai Föderáció Karlo Filipovic (2001–2002) Safet Halilovic (2002–2003), lista * Bosznia-hercegovinai Szerb Köztársaság Mirko Sarovic (2000–2002) Dragan Cavić (2002–2006), lista * Nemzetközi főképviselő Wolfgang Petritsch (1999–2002) Paddy Ashdown (2002–2006) | Zlatko Lagumdžija (2001–2002) Dragan Mikerević (2002) Adnan Terzić (2002–2007), lista * Bosznia-hercegovinai Föderáció Alija Behmen (2001–2003), lista * Bosznia-hercegovinai Szerb Köztársaság Mladen Ivanic (2001–2003), lista |
| Bulgária · köztársaság                       | Petar Sztojanov (1997–2002) Georgi Parvanov (2002–2012), lista | Simeon Szakszkoburggotszki (2001–2005), lista |
| Ciprus · köztársaság                         | Gláfkosz Klirídisz (1993–2003), lista · * Észak-Ciprus · Rauf Raif Denktaş (1976–2005), elnök | elnök tölti be a kormányfői posztot is · * Észak-Ciprus · Dervis Eroglu (1996–2004), miniszterelnök |
| Csehország · köztársaság                     | Václav Havel (1993–2003), lista | Miloš Zeman (1998–2002) Vladimír Špidla (2002–2004), lista |
| Dánia · parlamentáris monarchia              | II. Margit királynő (1972–2024) | Anders Fogh Rasmussen (2001–2009), lista · * Feröer · Anfinn Kallsberg (1998–2004), lista · * Grönland · Jonathan Motzfeldt (1997–2002) · Hans Enoksen (2002–2009), lista |
| Egyesült Királyság · parlamentáris monarchia | II. Erzsébet királynő (1952–2022) | Tony Blair (1997–2007), lista · * Észak-Írország · David Trimble (1998–2002), majd 2007-ig felfüggesztve, első miniszter · * Skócia · Jack McConnell (2001–2007), első miniszter · * Wales · Rhodri Morgan (2000–2009), első miniszter · * Gibraltár Egyesült Királyság külbirtoka · David Durie (2000–2003), kormányzó · Peter Caruana (1996–2011), főminiszter · * Guernsey Bailiffség koronabirtok · Sir John Paul Foley (2000–2005), alkormányzó · Sir de Vic Carey (1999–2005), lista · * Jersey Bailiffség koronabirtok · Sir John Cheshire (2001–2006), alkormányzó · Sir Philip Bailhache (1995–2009), főminiszter · * Man-sziget koronabirtok · Ian Macfadyen (2000–2005), alkormányzó · Richard Corkill (2001–2004), lista |
| Észtország · köztársaság                     | Arnold Rüütel (2001–2006), lista | Mart Laar (1999–2002) Siim Kallas (2002–2003), lista |
| Fehéroroszország · köztársaság               | Aljakszandr Lukasenka (1994–), lista | Henadz Navicki (2001–2003), lista |
| Finnország · köztársaság                     | Tarja Halonen (2000–2012), lista | Paavo Lipponen (1995–2003), lista · * Åland · Roger Nordlund (1999–2007) |
| Franciaország · köztársaság                  | Jacques Chirac (1995–2007), lista | Lionel Jospin (1997–2002) Jean-Pierre Raffarin (2002–2005), lista |
| Görögország · köztársaság                    | Konsztantinosz Sztephanopulosz (1995–2005), lista * Athosz-hegyi Köztársaság autonóm vallási terület I. Bartolomeosz (1991–), Konstantinápoly ökumenikus patriarkája | Kosztasz Szimitisz (1996–2004), lista |
| Grúzia · köztársaság                         | Eduard Sevardnadze (1992–2003), lista · * Abházia · Vlagyiszlav Ardzinba (1990–2005), lista · * Dél-Oszétia · Eduard Kokojti (2001–2011), lista · * Adzsaria · Aszlan Abasidze (1991–2004) | Avtandil Dzsorbenadze (2001–2003), lista · * Abházia · Anri Dzsergenia (2001–2002) · Gennagyij Gagulia (2002–2003), lista · * Dél-Oszétia · Geraszim Hugajev (2001–2003), lista |
| Hollandia · parlamentáris monarchia          | Beatrix királynő (1980–2013) | Wim Kok (1994–2002) Jan Peter Balkenende (2002–2010), lista |
| Horvátország · köztársaság                   | Stjepan Mesić (2000–2010), lista | Ivica Račan (2000–2003), lista |
| Izland · köztársaság                         | Ólafur Ragnar Grímsson (1996–2016), lista | Davíð Oddsson (1991–2004), lista |
| Írország · köztársaság                       | Mary McAleese (1997–2011), lista | Bertie Ahern (1997–2008), lista |
| Jugoszlávia · köztársaság                    | Vojislav Koštunica (2000–2003), lista · * Koszovó nemzetközi igazgatás · Ibrahim Rugova (2002–2006) · ** ENSZ különmegbízott · Charles H. Brayshaw (2002) · Michael Steiner (2002–2003) | Dragiša Pešić (2001–2003), lista · * Koszovó nemzetközi igazgatás · Bajram Rexhepi (2002–2004) |
| Lengyelország · köztársaság                  | Aleksander Kwaśniewski (1995–2005), lista | Leszek Miller (2001–2004), lista |
| Lettország · köztársaság                     | Vaira Vīķe-Freiberga (1999–2007), lista | Andris Bērziņš (2000–2002) Einars Repše (2002–2004), lista |
| Liechtenstein · alkotmányos monarchia        | II. János Ádám herceg (1989–) | Otmar Hasler (2001–2009), lista |
| Litvánia · köztársaság                       | Valdas Adamkus (1998–2003), lista | Algirdas Brazauskas (2001–2006), lista |
| Luxemburg · parlamentáris monarchia          | Henrik nagyherceg (2000–) | Jean-Claude Juncker (1995–2013), lista |
| Észak-Macedónia · köztársaság                | Borisz Trajkovszki (1999–2004), lista | Ljubčo Georgievski (1998–2002) Branko Crvenkovski (2002–2004), lista |
| Magyarország · köztársaság                   | Mádl Ferenc (2000–2005), lista | Orbán Viktor (1998–2002) Medgyessy Péter (2002–2004), lista |
| Málta · köztársaság                          | Guido de Marco (1999–2004), lista | Edward Fenech Adami (1998–2004), lista |
| Moldova · köztársaság                        | Vlagyimir Voronyin (2001–2009), lista · * Dnyeszter Menti Köztársaság · Igor Szmirnov (1990–2011), kombinált lista · * Găgăuzia · Dumitru Croitor (1999–2002) · Gheorghe Mollo (2002) · Gheorghe Tabunscic (2002–2006)                                                                                           | Vasile Tarlev (2001–2008), lista |
| Monaco · alkotmányos monarchia               | III. Rainier herceg (1949–2005) | Patrick Leclercq (2000–2005), lista |
| Németország · szövetségi köztársaság         | Johannes Rau (1999–2004), lista | Gerhard Schröder (1998–2005), lista |
| Norvégia · parlamentáris monarchia           | V. Harald király (1991–) | Kjell Magne Bondevik (2001–2005), lista |
| Olaszország · köztársaság                    | Carlo Azeglio Ciampi (1999–2006), lista | Silvio Berlusconi (2001–2006), lista |
| Oroszország · szövetségi köztársaság         | Vlagyimir Putyin (1999–2008), lista | Mihail Kaszjanov (2000–2004), lista |
| Örményország · köztársaság                   | Robert Kocsarján (1998–2008), lista | Andranik Margarján (2000–2007), lista |
| Portugália · köztársaság                     | Jorge Sampaio (1996–2006), lista | António Guterres (1995–2002) José Manuel Barroso (2002–2004), lista |
| Románia · köztársaság                        | Ion Iliescu (2000–2004), lista | Adrian Năstase (2000–2004), lista |
| San Marino · köztársaság                     | Alberto Cecchetti és Gino Giovagnoli (2001–2002) Antonio Lazzaro Volpinari és Giovanni Francesco Ugolini (2002) Giuseppe Maria Morganti és Mauro Chiaruzzi (2002–2003), régenskapitányok | a két régenskapitány egyben kormányfő is |
| Spanyolország · parlamentáris monarchia      | I. János Károly király (1975–2014) | José María Aznar (1996–2004), lista |
| Svájc · konföderáció                         | Szövetségi Tanács * Kaspar Villiger (1989-2003), elnök * Moritz Leuenberger (1995-2010) * Pascal Couchepin (1998-2009) * Joseph Deiss (1999–2006) * Samuel Schmid (2000-2008) * Micheline Calmy-Rey (2002-2011) * Ruth Dreifuss (1993–2002) * Ruth Metzler (1999-2003)                                           | A Szövetségi Tanács látja el a kormányzati feladatokat is |
| Svédország · parlamentáris monarchia         | XVI. Károly Gusztáv király (1973–) | Göran Persson (1996–2006), lista |
| Szlovákia · köztársaság                      | Rudolf Schuster (1999–2004), lista | Mikuláš Dzurinda (1998–2006), lista |
| Szlovénia · köztársaság                      | Milan Kučan (1990–2002) Janez Drnovšek (2002–2007), lista | Janez Drnovšek (2000–2002) Anton Rop (2002–2004), lista |
| Ukrajna · köztársaság                        | Leonyid Kucsma (1994–2005), lista * Krím Leonyid Ivanovics Hracs (1998–2002) Borisz Davidovics Deich (2002–2006) | Anatolij Kinah (2001–2002) Viktor Janukovics (2002–2005), lista * Krím Valerij Horbatov (2001–2002) Szerhij Kunicin (2002–2005), lista |
| Vatikán · teokratikus monarchia              | II. János Pál pápa (1978–2005) | Angelo Sodano (1990–2006), lista |

## Afrika
| Ország                                        | Államfő | Kormányfő |
| --------------------------------------------- | --- | --- |
| Algéria · köztársaság                         | Abd el-Azíz Buteflíka (1999–2019), lista | Ali Benflisz (2000–2003), lista |
| Angola · köztársaság                          | José Eduardo dos Santos (1979–2017), lista | Fernando da Piedade Dias dos Santos (2002–2008), lista |
| Benin · köztársaság                           | Mathieu Kérékou (1996–2006), lista | elnök tölti be a kormányfői beosztást is |
| Bissau-Guinea · köztársaság                   | Kumba Ialá (2000–2003), lista | Alamara Nhassé (2001–2002) Mário Pires (2002–2003), lista |
| Botswana · köztársaság                        | Festus Mogae (1998–2008), lista | elnök tölti be a kormányfői beosztást is |
| Burkina Faso · köztársaság                    | Blaise Compaoré (1987–2014), lista | Paramanga Ernest Yonli (2000–2007), lista |
| Burundi · köztársaság                         | Pierre Buyoya (1996–2003), lista | elnök tölti be a kormányfői posztot is |
| Comore-szigetek · köztársaság                 | Azali Assoumani (1999–2006), lista * Anjouan Mohamed Bacar (2001–2008), lista * Grande Comore Abdú Soulé Elbak (2002–2007), lista * Mohéli Mohamed Száid Fazul (2002–2007), lista                                                                            | Hamada Madi (2000–2002), lista |
| Csád · köztársaság                            | Idriss Déby (1990–2021), lista | Nagoum Yamassoum (1999–2002) Haroun Kabadi (2002–2003), lista |
| Dél-afrikai Köztársaság · köztársaság         | Thabo Mbeki (1999–2008), lista | elnök tölti be a kormányfői beosztást is |
| Dzsibuti · köztársaság                        | Ismail Omar Guelleh (1999–), lista | Dileita Mohamed Dileita (2001–2013), lista |
| Egyenlítői-Guinea · köztársaság               | Teodoro Obiang Nguema Mbasogo (1979–), lista | Cándido Muatetema Rivas (2001–2004), lista |
| Egyiptom · köztársaság                        | Hoszni Mubárak (1981–2011), lista | Atef Ebeid (1999–2004), lista |
| Elefántcsontpart · köztársaság                | Laurent Gbagbo (2000–2011), lista | Affi N'Guessan (2000–2003), lista |
| Eritrea · köztársaság                         | Isaias Afewerki (1991–), lista | elnök tölti be a kormányfői posztot is |
| Etiópia · köztársaság                         | Girma Wolde-Giorgis (2001–2013), lista | Meles Zenawi (1995–2012), lista |
| Gabon · köztársaság                           | Omar Bongo (1967–2009), lista | Jean-François Ntoutoume Emane (1999–2006), lista |
| Gambia · köztársaság                          | Yahya Jammeh (1994–2017), lista | elnök tölti be a kormányfői posztot is |
| Ghána · köztársaság                           | John Kufuor (2001–2009), lista | elnök tölti be a kormányfői posztot is |
| Guinea · köztársaság                          | Lansana Conté (1984–2008), lista | Lamine Sidimé (1999–2004), lista |
| Kamerun · köztársaság                         | Paul Biya (1982–), lista | Peter Mafany Musonge (1996–2004), lista |
| Kenya · köztársaság                           | Daniel arap Moi (1978–2002) Mwai Kibaki (2002–2013), lista | elnök tölti be a kormányfői posztot is |
| Kongói Köztársaság · köztársaság              | Denis Sassou-Nguesso (1997–), lista | elnök tölti be a kormányfői posztot is |
| Kongói Demokratikus Köztársaság · köztársaság | Joseph Kabila (2001–2019), lista | elnök tölti be a kormányfői posztot is |
| Közép-afrikai Köztársaság · köztársaság       | Ange-Félix Patassé (1993–2003), lista | Martin Ziguélé (2001–2003), lista |
| Lesotho · alkotmányos monarchia               | III. Letsie király (1996–) | Pakalitha Mosisili (1998–2012), lista |
| Libéria · köztársaság                         | Charles Taylor (1997–2003), lista | elnök tölti be a kormányfői posztot is |
| Líbia köztársaság                             | Moammer Kadhafi (1969–2011), valódi országvezető Muhammad az-Zanáti (1992–2008), névleges államfő | Imbarek Samekh (2000–2003), lista |
| Madagaszkár · köztársaság                     | Didier Ratsiraka (1997–2002) Marc Ravalomanana (2002–2009), lista | Tantely Andrianarivo (1998–2002) Jacques Sylla (2002–2007), lista |
| Malawi · köztársaság                          | Bakili Muluzi (1994–2004), lista | elnök tölti be a kormányfői posztot is |
| Mali · köztársaság                            | Alpha Oumar Konaré (1992–2002) Amadou Toumani Touré (2002–2012), lista | Mandé Sidibé (2000–2002) Ahmed Mohamed Ag Hamani (2002–2004), lista |
| Marokkó · alkotmányos monarchia               | VI. Mohammed király (1999–) · * Nyugat-Szahara · Mohamed Abd el-Azíz (1976–2016) | Abderrahmane Youssoufi (1998–2002) · Drisz Zsettu (2002–2007), lista · * Nyugat-Szahara · Bouchraya Hammoudi Bayoun (1999–2003), lista                                                 |
| Mauritánia · köztársaság                      | Maaouya Uld Sid'Ahmed Taya (1984–2005), lista | Cheikh El Avia Uld Mohamed Khouna (1998–2003), lista |
| Mauritius · köztársaság                       | Cassam Uteem (1992–2002) Karl Offmann (2002–2003), lista * Rodrigues 2002-től autonómia Jean Daniel Spéville (2002–2003), főbiztos | Anerood Jugnauth (2000–2003), lista * Rodrigues 2002-től autonómia Claude Wong So (2002–2004), főminiszter                                                                             |
| Mozambik · köztársaság                        | Joaquim Chissano (1986–2005), lista | Pascoal Mocumbi (1994–2004), lista |
| Namíbia · köztársaság                         | Sam Nujoma (1990–2005), lista | Hage Geingob (1990–2002) Theo-Ben Gurirab (2002–2005), lista |
| Niger · köztársaság                           | Mamadou Tandja (1999–2010), lista | Hama Amadou (2000–2007), lista |
| Nigéria · köztársaság                         | Olusegun Obasanjo (1999–2007), lista | elnök tölti be a kormányfői posztot is |
| Ruanda · köztársaság                          | Paul Kagame (2000–), lista | Bernard Makuza (2000–2011), lista |
| São Tomé és Príncipe · köztársaság            | Fradique de Menezes (2001–2003), lista | Evaristo Carvalho (2001–2002) Gabriel Costa (2002) Maria das Neves (2002–2004), lista * Príncipe (régió) Damiăo Vaz d'Almeida (1995–2002) Zeferino dos Prazeres (2002–2006), kormányfő |
| Seychelle-szigetek · köztársaság              | France-Albert René (1977–2004), lista | elnök tölti be a kormányfői posztot is |
| Sierra Leone · köztársaság                    | Ahmad Tejan Kabbah (1998–2007), lista | elnök tölti be a kormányfői posztot is |
| Szenegál · köztársaság                        | Abdoulaye Wade (2000–2012), lista | Mame Madior Boye (2001–2002) Idrissa Seck (2002–2004), lista |
| Szomália · köztársaság                        | Abdiqasim Salad Hassan (2000–2004), lista · * Szomáliföld · Muhammad Hadzsi Ibrahim Egal (1993–2002) · Dahir Riyale Kahin (2002–2010), Szomáliföld elnöke · * Puntföld · Dzsama Ali Dzsama (2001–2002) · Abdullahi Juszuf Ahmed (2002–2004), Puntföld elnöke | Hassan Absir Farah (2001–2003), lista |
| Szudán · köztársaság                          | Omar el-Basír (1989–2019), lista | elnök tölti be a kormányfői posztot is |
| Szváziföld · abszolút monarchia               | III. Mswati király (1986–) | Barnabas Sibusiso Dlamini (1996–2003), lista |
| Tanzánia · köztársaság                        | Benjamin Mkapa (1995–2005), lista · * Zanzibár · Amani Abeid Karume (2000–2010), elnök | Frederick Sumaye (1995–2005), lista · * Zanzibár · Shamsi Vuai Nahodha (2000–2010), főminiszter                                                                                        |
| Togo · köztársaság                            | Gnassingbé Eyadéma (1967–2005), lista | Agbéyomé Kodjo (2000–2002) Koffi Sama (2002–2005), lista |
| Tunézia · köztársaság                         | Zín el-Ábidín ben Ali (1987–2011), lista | Mohamed Gannúsi (1999–2011), lista |
| Uganda · köztársaság                          | Yoweri Museveni (1986–), lista | Apolo Nsibambi (1999–2011), lista |
| Zambia · köztársaság                          | Frederick Chiluba (1991–2002) Levy Mwanawasa (2002–2008), lista | elnök tölti be a kormányfői posztot is |
| Zimbabwe · köztársaság                        | Robert Mugabe (1987–2017), lista | elnök tölti be a kormányfői posztot is |
| Zöld-foki Köztársaság · köztársaság           | Pedro Pires (2001–2011), lista | José Maria Neves (2001–), lista |

## Dél-Amerika
| Ország                  | Államfő                                                                | Kormányfő                                                        |
| ----------------------- | ---------------------------------------------------------------------- | ---------------------------------------------------------------- |
| Argentína · köztársaság | Eduardo Camaño (2001–2002), ügyvivő Eduardo Duhalde (2002–2003), lista | elnök tölti be a kormányfői posztot is                           |
| Bolívia · köztársaság   | Jorge Quiroga (2001–2002) Gonzalo Sánchez de Lozada (2002–2003), lista | elnök tölti be a kormányfői posztot is                           |
| Brazília · köztársaság  | Fernando Henrique Cardoso (1995–2003), lista                           | elnök tölti be a kormányfői posztot is                           |
| Chile · köztársaság     | Ricardo Lagos (2000–2006), lista                                       | elnök tölti be a kormányfői posztot is                           |
| Ecuador · köztársaság   | Gustavo Noboa (2000–2003), lista                                       | elnök tölti be a kormányfői posztot is                           |
| Guyana · köztársaság    | Bharrat Jagdeo (1999–2011), lista                                      | Sam Hinds (1999–2015), lista                                     |
| Kolumbia · köztársaság  | Andrés Pastrana Arango (1998–2002) Álvaro Uribe (2002–2010), lista     | elnök tölti be a kormányfői posztot is                           |
| Paraguay · köztársaság  | Luis Ángel González Macchi (1999–2003), lista                          | elnök tölti be a kormányfői posztot is                           |
| Peru · köztársaság      | Alejandro Toledo (2001–2006), lista                                    | Roberto Dañino Zapata (2001–2002) Luis Solari (2002–2003), lista |
| Suriname · köztársaság  | Ronald Venetiaan (2000–2010), lista                                    | elnök tölti be a kormányfői posztot is                           |
| Uruguay · köztársaság   | Jorge Batlle (2000–2005), lista                                        | elnök tölti be a kormányfői posztot is                           |
| Venezuela · köztársaság | Hugo Chávez (1999–2013), lista                                         | elnök tölti be a kormányfői posztot is                           |

## Észak- és Közép-Amerika
| Ország                                                          | Államfő | Kormányfő                                                                          |
| --------------------------------------------------------------- | --- | ---------------------------------------------------------------------------------- |
| Amerikai Egyesült Államok                                       | George W. Bush (2001–2009), lista · * Puerto Rico · Az USA társult állama · Sila María Calderón kormányzó, (2001–2005), lista · * Amerikai Virgin-szigetek · Az USA társult állama · Charles Turnbull kormányzó, (1999–2007), lista | elnök tölti be a kormányfői posztot is                                             |
| Anguilla · az Egyesült Királyság tengerentúli területe          | Peter Johnston (2000–2004), kormányzó | Osbourne Fleming (2000–2010), lista                                                |
| Antigua és Barbuda · parlamentáris monarchia                    | II. Erzsébet Antigua és Barbuda királynője, (1981–2022) James Carlisle (1993–2007), főkormányzó | Lester Bird (1994–2004), lista                                                     |
| Aruba · parlamentáris monarchia · a Holland Királyság tagállama | Beatrix királynő Aruba királynője, (1980–2013) Olindo Koolman (1992–2004), főkormányzó | Nelson Oduber (2001–2009), lista                                                   |
| Bahama-szigetek · parlamentáris monarchia                       | II. Erzsébet királynő a Bahama-szigetek királynője, (1973–2022) Ivy Dumont (2001–2005), főkormányzó | Hubert Ingraham (1992–2002) Perry Christie (2002–2007), lista                      |
| Barbados · parlamentáris monarchia                              | II. Erzsébet királynő Barbados királynője, (1966–2021) Clifford Husbands (1996–2011), főkormányzó | Owen Arthur (1994–2008), lista                                                     |
| Belize · parlamentáris monarchia                                | II. Erzsébet királynő Belize királynője, (1981–2022) Colville Young (1993–2021), főkormányzó | Szaid Musza (1998–2008), lista                                                     |
| Bermuda · az Egyesült Királyság külbirtoka                      | II. Erzsébet királynő Bermuda királynője, (1968–2022) Thorold Masefield (1997–2002) John Vereker (2002–2007), kormányzó | Jennifer Scott (1998–2003), lista                                                  |
| Brit Virgin-szigetek · az Egyesült Királyság külbirtoka         | Frank Savage (1998–2002) Tom Macan (2002–2006), kormányzó | Ralph T. O'Neal (1995–2003), főminiszter                                           |
| Costa Rica · köztársaság                                        | Miguel Ángel Rodríguez (1998–2002) Abel Pacheco (2002–2006), lista | elnök tölti be a kormányfői posztot is                                             |
| Dominikai Közösség · köztársaság                                | Vernon Shaw (1998–2003), lista | Pierre Charles (2000–2004), lista                                                  |
| Dominikai Köztársaság · köztársaság                             | Hipólito Mejía (2000–2004), lista | elnök tölti be a kormányfői posztot is                                             |
| Salvador · köztársaság                                          | Francisco Flores (1999–2004), lista | elnök tölti be a kormányfői posztot is                                             |
| Grenada · parlamentáris monarchia                               | II. Erzsébet királynő Grenada királynője, (1974–2022) Sir Daniel Williams (1996–2008), főkormányzó | Keith Mitchell (1995–2008), lista                                                  |
| Guatemala · köztársaság                                         | Alfonso Portillo (2000–2004), lista | elnök tölti be a kormányfői posztot is                                             |
| Haiti · köztársaság                                             | Jean-Bertrand Aristide (2001–2004), lista | Jean Marie Chérestal (2001–2002) Yvon Neptune (2002–2004), lista                   |
| Holland Antillák · Hollandia külterülete                        | Beatrix királynő a Holland Antillák királynője, (1980–2010) Jaime Saleh (1990–2002) Frits Goedgedrag (2002–2010), kormányzó | Miguel Arcangel Pourier (1999–2002) Etienne Ys (2002–2003), lista                  |
| Honduras · köztársaság                                          | Carlos Roberto Flores (1998–2002) Ricardo Maduro (2002–2006), lista | elnök tölti be a kormányfői posztot is                                             |
| Jamaica · parlamentáris monarchia                               | II. Erzsébet királynő Jamaica királynője, (1962–2022) Sir Howard Cooke (1991–2006), főkormányzó | P. J. Patterson (1992–2006), lista                                                 |
| Kajmán-szigetek · az Egyesült Királyság külbirtoka              | Peter Smith (1999–2002) Tom Macan (2002–2005), kormányzó | McKeeva Bush (2001–2005), lista                                                    |
| Kanada · parlamentáris monarchia                                | II. Erzsébet királynő Kanada királynője, (1952–2022) Adrienne Clarkson (1995–2005), főkormányzó | Jean Chrétien (1993–2003), lista                                                   |
| Kuba · népköztársaság                                           | Fidel Castro (1965–2011), pártfőtitkár Fidel Castro (1976–2008), elnök | Fidel Castro (1959–2008), lista                                                    |
| Mexikó · köztársaság                                            | Vicente Fox (2000–2006), lista | elnök tölti be a kormányfői posztot is                                             |
| Montserrat · az Egyesült Királyság külbirtoka                   | Tony Longrigg (2001–2004), kormányzó | John Osborne (2001–2006), lista                                                    |
| Nicaragua · köztársaság                                         | Arnoldo Alemán (1997–2002) Enrique Bolaños (2002–2007), lista | elnök tölti be a kormányfői posztot is                                             |
| Panama · köztársaság                                            | Mireya Moscoso (1999–2004), lista | elnök tölti be a kormányfői posztot is                                             |
| Saint Kitts és Nevis · parlamentáris monarchia                  | II. Erzsébet királynő Szent Kitts és Nevis királynője, (1983–2022) Sir Cuthbert Sebastian (1996–2012), főkormányzó * Nevis Eustace John (1994–2017), főkormányzó-helyettes                                                          | Denzil Douglas (1995–2015), lista * Nevis Vance Amory (1992–2006), főminiszter     |
| Saint Lucia · parlamentáris monarchia                           | II. Erzsébet királynő Szent Lucia királynője, (1979–2022) Dáma Pearlette Louisy (1997–2017), főkormányzó | Kenny Anthony (1997–2006), lista                                                   |
| Saint-Pierre és Miquelon Franciaország külbirtoka               | Jean-François Tallec (2001–2002) Claude Valleix (2002–2005), prefekt | Marc Plantegenest (2000–2005), Saint Pierre és Miquelon területi tanácsának elnöke |
| Saint Vincent és a Grenadine-szigetek · parlamentáris monarchia | II. Erzsébet királynő Saint Vincent királynője, (1979–2022) Sir Charles Antrobus (1996–2002) Sir Frederick Ballantyne (2002–2019), főkormányzó                                                                                      | Ralph Gonsalves (2001–), lista                                                     |
| Trinidad és Tobago · köztársaság                                | A. N. R. Robinson (1997–2003), lista | Patrick Manning (2001–2010), lista                                                 |
| Turks- és Caicos-szigetek · az Egyesült Királyság külbirtoka    | Mervyn Jones (2000–2002) Jim Poston (2002–2005), lista | Derek Hugh Taylor (1995–2003), lista                                               |

## Ázsia
| Ország                                        | Államfő | Kormányfő |
| --------------------------------------------- | --- | --- |
| Afganisztán · köztársaság                     | Hámid Karzai (2001–2014), lista | elnök tölti be a kormányfői posztot is                                                                                              |
| Bahrein · alkotmányos monarchia               | Hamad király (1999–) | Halífa ibn Szalmán Ali Halífa (1970–2020), lista                                                                                    |
| Banglades · köztársaság                       | Badruddoza Chowdhury (2001–2002) Iajuddin Ahmed (2002–2009), lista | Khaled Zia (2001–2006), lista |
| Bhután · abszolút monarchia                   | Dzsigme Szingye Vangcsuk király (1972–2006) | Khandu Vangcsuk (2001–2002) Kinzang Dordzsi (2002–2003), lista                                                                      |
| Brunei · abszolút monarchia                   | Hassanal Bolkiah szultán (1967–) | a szultán tölti be a kormányfői posztot is                                                                                          |
| Dél-Korea · köztársaság                       | Kim Dedzsung (1998–2003), lista | I Handong (2000–2002) Kim Szokszu (2002–2003), lista                                                                                |
| Egyesült Arab Emírségek · abszolút monarchia  | Zájed bin Szultán Ál Nahján (1974–2004), lista Az egyes Emírségek uralkodói (lista): * Abu-Dzabi Zájed bin Szultán Ál Nahján (1971–2004) * Adzsmán Humajd ibn Rásid an-Nuajmi (1981–) * Dubaj Maktúm bin Rásid Ál Maktúm (1990–2006) * Fudzsejra Hamad ibn Muhammad as-Sarki (1974–) * Rász el-Haima Szakr ibn Muhammad al-Kászimi (1948–2010) * Sardzsa Szultán ibn Muhammad al-Kászimi (1987–) * Umm al-Kajvajn Rásid ibn Ahmad al-Mualla (1981–2009) | Maktúm bin Rásid Ál Maktúm (1990–2006), lista                                                                                       |
| Észak-Korea · népköztársaság                  | Kim Dzsongil (1993–2011), országvezető Kim Dzsongil (1997–2011), pártfőtitkár Kim Jongnam (1998–2019), Legfelső Népi Gyűlés elnöke | Hong Szongnam (1997–2003), lista |
| Fülöp-szigetek · köztársaság                  | Gloria Macapagal-Arroyo (2001–2010), lista * Mindanao Parouk Hussin (2001–2005), kormányzó | elnök tölti be a kormányfői posztot is                                                                                              |
| India · köztársaság                           | K. R. Narayanan (1997–2002) Abdul Kalam (2002–2007), lista | Atal Behari Vajpayee (1998–2004), lista                                                                                             |
| Indonézia · köztársaság                       | Megawati Sukarnoputri (2001–2004), lista | elnök tölti be a kormányfői posztot is                                                                                              |
| Irak köztársaság                              | Szaddám Huszein (1979–2003), lista | Szaddám Huszein (1994–2003), lista                                                                                                  |
| Irán · köztársaság                            | Ali Hámenei (1989–), legfelsőbb vallási-szellemi vezető Mohammad Khatami (1997–2005), elnök | elnök tölti be a kormányfői posztot is                                                                                              |
| Izrael · köztársaság                          | Móse Kacav (2000–2007), lista | Aríél Sárón (2001–2006), lista |
| Japán · parlamentáris monarchia               | Akihito japán császár (1989–2019) | Koizumi Dzsunicsiró (2001–2006), lista                                                                                              |
| Jemen · köztársaság                           | Ali Abdulláh Száleh (1978–2012), lista | Abd al-Kádir Bádzsamál (2001–2007), lista                                                                                           |
| Jordánia · alkotmányos monarchia              | II. Abdullah király (1999– ) | Ali Abú al-Ragheb (2000–2003), lista                                                                                                |
| Kambodzsa · parlamentáris monarchia           | Norodom Szihanuk király (1993–2004) | Hun Szen (1985—2023), lista |
| Katar · abszolút monarchia                    | Hamad ibn Halífa Ál Száni emír (1995–2013) | Abdulláh ibn Halífa Ál Száni (1996–2007), lista                                                                                     |
| Kazahsztán · köztársaság                      | Nurszultan Nazarbajev (1990–2019), lista | Kaszim-Dzsomart Tokajev (1999–2002) Imangali Tasmagambetov (2002–2003), lista                                                       |
| Kelet-Timor · köztársaság, 2002. május 20-tól | Xanana Gusmão (2002–2007), lista ENSZ-különmegbízott Sergio Vieira de Mello (1999–2002) | Mari Alkatiri (2001–2006), lista |
| Kína · népköztársaság                         | Csiang Cö-min (1989–2002) Hu Csin-tao (2002–2012), pártfőtitkár Csiang Cö-min (1993–2003), elnök | Csu Zsung-csi (1998–2003), lista · * Hongkong · Tung Csi-va (1997–2005), főminiszter · * Makaó · Edmund Ho (1999–2009), főminiszter |
| Kirgizisztán · köztársaság                    | Aszkar Akajev (1990–2005), lista | Kurmanbek Bakijev (2000–2002) Nyikolaj Tanajev (2002–2005), lista                                                                   |
| Kuvait · alkotmányos monarchia                | Dzsábir III al-Ahmed al-Dzsábir asz-Szabáh emír (1977–2006) | Szaad al-Abdulláh al-Szálim asz-Szabáh (1978–2003), lista                                                                           |
| Laosz · népköztársaság                        | Khamtaj Sziphandon (1992–2006) pártfőtitkár Khamtaj Sziphandon (1998–2006) elnök | Boungnang Voracsith (2001–2006), lista                                                                                              |
| Libanon · köztársaság                         | Émile Lahoud (1998–2007), lista | Rafik ál-Háriri (2000–2004), lista                                                                                                  |
| Malajzia · parlamentáris monarchia            | Tuanku Syed Sirajuddin szultán (2001–2006) | Mahathir bin Mohamad (1981–2003), lista                                                                                             |
| Maldív-szigetek · köztársaság                 | Maumoon Abdul Gayoom (1978–2008), lista | elnök tölti be a kormányfői posztot is                                                                                              |
| Mianmar · köztársaság                         | Than Sve (1992–2011), lista | Than Sve (1992–2003), lista |
| Mongólia · köztársaság                        | Nacagín Bagabandi (1997–2005), lista | Nambarín Enkbajar (2000–2004), lista                                                                                                |
| Nepál · alkotmányos monarchia                 | Dnyánendra nepáli király (2001–2008) | Ser Bahadur Deuba (2001–2002) Lokendra Bahadur Csand (2002–2003), lista                                                             |
| Omán · abszolút monarchia                     | Kábúsz ibn Szaíd ománi szultán (1970–2020) | a szultán tölti be a miniszterelnöki posztot is                                                                                     |
| Pakisztán · köztársaság                       | Pervez Musarraf (2001–2008), lista | Pervez Musarraf (1999–2002) Zafarullah Kán Dzsamali (2002–2004), lista                                                              |
| Palesztina · köztársaság                      | Jasszer Arafat (1994–2004), lista | |
| Srí Lanka · köztársaság                       | Chandrika Kumaratunga (1994–2005), lista | Ranil Wickremesinghe (2001–2004), lista                                                                                             |
| Szaúd-Arábia · abszolút monarchia             | Fahd király (1982–2005) | A király egyben a kormányfő is |
| Szingapúr · köztársaság                       | Sellapan Ramanathan (1999–2011), lista | Goh Chok Tong (1990–2004), lista |
| Szíria · köztársaság                          | Bassár el-Aszad (2000–2024), lista | Muhammad Musztafa Mero (2000–2003), lista                                                                                           |
| Tajvan · köztársaság                          | Csen Suj-bian (2000–2008), lista | Csang Csun-hsziung (2000–2002) Ju Sji-kun (2002–2005), lista                                                                        |
| Tádzsikisztán · köztársaság                   | Emomali Rahmon (1992–), lista | Oqil Oqilov (1999–), lista * Gorno-Badahsáni autonóm terület Alimamad Nijozmamadov (1994–2006), kormányfő                           |
| Thaiföld · parlamentáris monarchia            | Bhumibol Aduljadezs király (1946–2016) | Thakszin Csinavat (2001–2006), lista                                                                                                |
| Törökország · köztársaság                     | Ahmet Necdet Sezer (2000–2007), lista | Bülent Ecevit (1999–2002) Abdullah Gül (2002–2003), lista                                                                           |
| Türkmenisztán · köztársaság                   | Saparmyrat Nyýazow (1990–2006), lista | elnök tölti be a kormányfői posztot is                                                                                              |
| Üzbegisztán · köztársaság                     | Islom Karimov (1991–2016), lista | O‘tkir Sultonov (1995–2003), lista                                                                                                  |
| Vietnám · népköztársaság                      | Nông Đức Mạnh (2001–2011), pártfőtitkár Trần Đức Lương (1997–2006), államfő | Phan Văn Khải (1997–2006), lista |

## Óceánia
| Ország                                               | Államfő | Kormányfő |
| ---------------------------------------------------- | --- | --- |
| Amerikai Szamoa · az USA külbirtoka                  | Tauese Sunia (1997–2003), kormányzó | kormányzó tölti be a kormányfői posztot is |
| Ausztrália · parlamentáris monarchia                 | II. Erzsébet Ausztrália királynője (1952–2022) · Peter Hollingworth (2001–2003), főkormányzó · * Karácsony-sziget Ausztrália külterülete · Bill Taylor (1999–2003), adminisztrátor · * Kókusz (Keeling)-szigetek Ausztrália külterülete · Bill Taylor (1999–2003), adminisztrátor · * Norfolk-sziget Ausztrália külbirtoka · Tony Messner (1997–2003), adminisztrátor | John Howard (1996–2007), lista |
| Északi-Mariana-szigetek · az USA külbirtoka          | George W. Bush elnök, (2001–2009) Pedro Tenorio (1998–2002) Juan Babauta (2002–2006), kormányzó | kormányzó tölti be a kormányfői posztot is |
| Fidzsi-szigetek · köztársaság                        | Ratu Josefa Iloilo (2000–2009), lista | Laisenia Qarase (2001–2006), lista |
| Francia Polinézia · Franciaország külterülete        | Michel Mathieu (2001–2005), főbiztos | Gaston Flosse (1991–2004), lista |
| Guam · az USA külterülete                            | Carl Gutierrez (1995–2003), kormányzó | |
| Kiribati · köztársaság                               | Teburoro Tito (1994–2003), lista | elnök tölti be a kormányfői posztot is |
| Marshall-szigetek · köztársaság                      | Kessai Note (2000–2008), lista | elnök tölti be a kormányfői posztot is |
| Mikronézia · köztársaság                             | Leo Falcam (1999–2003), lista | elnök tölti be a kormányfői posztot is |
| Nauru · köztársaság                                  | René Harris (2001–2004), lista | elnök tölti be a kormányfői posztot is |
| Palau · köztársaság                                  | Tommy Remengesau (2001–2009), lista | elnök tölti be a kormányfői posztot is |
| Pápua Új-Guinea · parlamentáris monarchia            | II. Erzsébet Pápua Új-Guinea királynője (1975–) Silas Atopare (1997–2003), főkormányzó * Bougainville autonóm terület John Momis (1999–2005) kormányzó | Sir Mekere Morauta (1999–2002) Sir Michael Somare (2002–2011), lista |
| Pitcairn-szigetek · az Egyesült Királyság külbirtoka | II. Erzsébet a Pitcairn-szigetek királynője (1952–) Richard Fell (2001–2006), kormányzó | Steve Christian (1999–2004), polgármester |
| Salamon-szigetek · parlamentáris monarchia           | II. Erzsébet a Salamon-szigetek királynője (1978–) John Lapli (1999–2004), főkormányzó | Allan Kemakeza (2001–2006), lista |
| Szamoa · parlamentáris monarchia                     | Malietoa Tanumafili II (1962–2007), Szamoai O le Ao o le Malo | Tuilaepa Aiono Sailele Malielegaoi (1998–2021), lista |
| Tonga · alkotmányos monarchia                        | IV. Tupou Taufaʻahau király (1965–2006) | Lavaka Ata ʻUlukalala (2000–2006), lista |
| Tuvalu · parlamentáris monarchia                     | II. Erzsébet Tuvalu királynője (1978–) Sir Tomasi Puapua (1998–2003), főkormányzó | Koloa Talake (2001–2002) Saufatu Sopoanga (2002–2004), lista |
| Új-Kaledónia · Franciaország külterülete             | Thierry Lataste (1999–2002) Daniel Constantin (2002–2005), főbiztos | Pierre Frogier (2001–2004), főminiszter |
| Új-Zéland · parlamentáris monarchia                  | II. Erzsébet Új-Zéland királynője (1952–) · Silvia Cartwright dáma (2001–2006), főkormányzó · * Cook-szigetek Új-Zéland társult állama · Frederick Goodwin (2001–2013), a királynő képviselője · * Niue Új-Zéland társult állama · Silvia Cartwright dáma (2001–2006), főbiztos · * Tokelau-szigetek Új-Zéland területe · Lindsay Watt (1993–2003), adminisztrátor    | Helen Clark (1999–2008), lista · * Cook-szigetek Új-Zéland autonóm területe · Terepai Maoate (1999–2002) · Robert Woonton (2002–2004), lista · * Niue Új-Zéland társult állama · Sani Lakatani (1999–2002) · Young Vivian (2002–2008), miniszterelnök · * Tokelau-szigetek Új-Zéland területe · Kuresa Nasau (2001–2002) · Pio Tuia (2002–2003), lista |
| Vanuatu · köztársaság                                | John Bani (1999–2004), lista | Edward Natapei (2001–2004), lista |
| Wallis és Futuna Franciaország külterülete           | Alain Waquet (2000–2002) Christian Job (2002–2005), főadminisztrátor | Patalione Kanimoa (2001–2005), közgyűlési elnök |